# Dali
DALI — белорусская рок-группа, основанная в Минске в 2005 году, изначально исполнявшая песни в стилях пауэр-поп и ска с эротическо-ироничным содержанием, позже сменившая звучание на более серьезный и местами лиричный фанк-рок.
Первым значительным успехом группы был выход сингла «Грай гармон», который возглавил белорусский хит-парад «Тузін Гітоў» и получил положительный отзыв культового белорусского музыканта и поэта Лявона Вольского. Сразу после победы в хит-параде группе было предложено снять на клип на их первый хит, режиссёром которого стал Анатолий Вечер. За этим последовало подписание контракта с продюсером Юрием Савошем.
На тот момент группа состоит из семи человек: Виктор Руденко (вокал, акустическая гитара, слова и музыка), Дмитрий Парфенов (гитара, аранжировка), Иван Запруцкий (труба), Игорь Булава (тромбон), Алексей Евтушенко (бас), Евгений Садовский (клавишные), Александр Волощик (ударные). Креативной основой группы является творческий тандем Руденко и Парфенова, создавших прообраз DALI, группу «Человек с изюмом», которая исполняла симфо-рок.

## Работа с продюсером Юрием Савошем. Пауэр-поп
Начало работы с продюсером Юрием Савошем ознаменовалось выходом DALI на большие сцены страны — международный фестиваль «Славянский базар», телепроект «Серебряный граммофон». В это же время, сделав хард-роковый кавер на композицию «Песняров» под названием «Жылі-былі», DALI становятся лауреатами фестиваля «Золотой шлягер — 2005», представив на нем не только этот кавер, но и свою новую сатирическую композицию «Не з`язджайце за мяжу». С ней же польский продюсер Игорь Знык приглашает DALI выступить в качестве гостей на фестивале «Basowiszcza». После этого выступления, параллельно с работой в Белоруссии, группа продолжает сотрудничество с Игорем Зныком и много гастролирует с живыми концертами по Польше.
В 2006 году группа со своей песней «Гэта не Рыо-дэ-Жанэйра» номинируется на участие от Беларуси в конкурсе «Евровидение». Несмотря на то что победу присуждают поп-исполнительнице Полине Смоловой, DALI запоминаются своим драйвовым выступлением и продюсер MTV-Minsk Валентин Гришко снимает сольный концерт группы в рамках проекта MTV-Unplugged.
В 2007 году группа активно гастролирует по Польше и параллельно готовит к выходу свой дебютный альбом «Zaгадкі Zігмунда Фрэйда», который издается в апреле 2008 года. В честь выхода альбома группа устраивает концерт «Порна-феерыя. Zaгадкі Zігмунда Фрэйда», а в альбом входят наиболее однородные по своей стилистике песни, среди которых первая версия главного хита DALI «Неба шэрае», а также такие композиции-участники номинации на «Евровидение», как «Мечтай со мной» и «Гэта не Рыо-дэ-Жанэйра», и радиохит «Когда ты вернешься». Своими чрезвычайно талантливыми deep-house ремиксами этот альбом дополнил молодой музыкант-композитор электронной и симфонической музыки Алексей Коробейник, известный под своим творческим псевдонимом Alexis Scorpio. Тем не менее, из-за стилистического разнообразия, большинство композиций, написанных за этот период группой DALI в альбом «Zaгадкі Zігмунда Фрэйда» не вошли, а остались существовать только в качестве синглов, число которых уже на тот момент превышало количество песен, изданных в альбоме. Это были песни «Містэр Страўнік», «Общественный транспорт», «Адам и Ева», «Любовь в холодильнике», «Амур работает в МУРе», «Свалка страстей», «Романс», «Незримая война», «Любовь до гроба», «Зал ожиданья», «Жертва рок-н-ролла», «Наивный блюз», «Кровавая Мэри», «Нервные клетки» и другие. Из-за немногочисленности вышедших в альбоме композиций, по сравнению с общим количеством написанного, и, соответственно, неоправданности ожиданий критиков, альбом вызвал достаточно холодную реакцию музыкальных журналистов, хотя при этом остался культовым среди почитателей творчества группы.
В середине 2008 по ряду личностных и политических разногласий группа прекращает сотрудничество с продюсером Юрием Савошем и начинает работу с польским продюсером Игорем Зныком. Тогда же группу покидает гитарист и аранжировщик Дмитрий Парфенов, продолжая контракт с Юрием Савошем на правах гитариста продюсируемой Савошем поп-певицы Ирины Дорофеевой.

## Польша. Работа с продюсером Игорем Зныком. Фанкроковый период
Начиная работу с новым продюсером, фронтмен Виктор Руденко меняет состав и стиль группы на хеви-фанк и рок. На смену Алексею Евтушенко приходит фанковый басист Александр Севрюк, а также группа отказывается от тромбона, оставляя из духовой секции только трубу (Иван Запруцкий). На смену Парфенову приходит сначала блюз-роковый гитарист Дмитрий Такопуло, а затем Павел Коробейник, чья агрессивная манера игры больше соответствует новому стилю группы.
В период с конца 2008 до 2009 года DALI почти полностью посвящают своё время выступлениям и продвижению в Польше. Игорь Знык, не видя перспектив работы в Белоруссии, отказывается от продвижения DALI на родине, в результате чего группа временно предается забвению. Однако с достаточно быстрым и успешным продвижением в Польше DALI со своей песней «Every Day» попадают в финал польской национальной номинации на «Евровидение-2009» «Piosenka dla Europy», где становятся лидерами независимых онлайн-голосований и неожиданными иностранными фаворитами. Это вызывает новую волну интереса к группе DALI на родине, в Белоруссии.

## Работа с саунд-продюсером Андреем Жуковым. Хеви-фанк. Эксперименты
В это время DALI работают с известным саунд-продюсером Андреем Жуковым (Drum Ecstasy, Ляпис Трубецкой и др.). Сонграйтером, как и прежде, выступает Виктор Руденко, а большую часть аранжировки и продакшен реализует Жуков, в результате чего группа получает более тяжелое рок-н-ролльное звучание в совокупности с электронными экспериментами, которые слышны в песне «Young Like a Gun» — хеви-фанковой композиции с элементами нойза. Жукова Руденко также назвал своим «философским отцом», поскольку тот укрепил в нем стремление к концептуальности музыки и лирики.
В свой польский период в сотрудничестве с Андреем Жуковым группа выпускает синглы «Alright», «Every Day» («Piosenka dla Europy», Польша), «Young Like a Gun», «У гэтым горадзе», выходят также две новые фанк-роковые версии песни «Неба шэрае»/«Silver Sky». Также появляется первая роковая версия песни «Касмічны камбайн».

## 2010. Возвращение в Беларусь
По ряду личных, жизненных причин продюсер Игорь Знык прекращает свою работу со всеми белорусскими коллективами B:N:, «Рэха» и DALI. Группа оказывается в непростой ситуации, ввиду неожиданного ухода Зныка не успев заключить новых контрактов польскими лейблами. Возврат на родину заставляет фронтмена Виктора Руденко снова пересмотреть стилистику группы, а выпускника отделения Arts Management — трубача Ивана Запруцкого — взяться за администрирование группы в роли директора коллектива. Теряя интерес к панку и хеви-фанку, к которым на тот момент тяготела группа, а также из-за своих новых музыкальных предпочтений лидер группы начинает делать значительный упор на электронику, сочиняя все больше произведений в стиле electronic rock. К таким изменениям не были готовы привыкшие к более классичному хардроковому звучанию басист Александр Севрюк и гитарист Павел Коробейник, в результате чего они покидают группу, а DALI, в свою очередь, начинают играть электронный рок.
В состав электронных DALI вошли неизменные барабанщик Александр Волощик, клавишник Евгений Садовский, трубач Иван Запруцкий и лидер группы Виктор Руденко. В этом новом звучании Садовский взял на себя функцию электронщика, исполняя электронный бас, некоторые эффекты и клавишные партии, в то время как вокальные и прочие пространственные эффекты начали исполняться трубачом Иваном Запруцким. Лидер группы начал первые электронные эксперименты с гитарой. В результате этих музыкальных опытов родились произведения «Лолита», «Офисы и корпуса», «Our Love is All», «Пятница пора любви», «Женщины хотят не меньше, чем мужчины», «Get Offline» (DALI ft. Anna Blagova).
В ноябре 2010 DALI снова возглавляют белорусский хит-парад «Тузін Гітоў» со своей новой electronic-rock композицией «Касмічны камбайн», обходя такие культовые белорусские коллективы, как белорусские «Песняры» и «Крамбамбуля».

## 2011. Москва. Работа с продюсером Дмитрием Войтенко
Электронные эксперименты DALI были оценены выходцем из Белоруссии — московским продюсером Дмитрием Войтенко. Он снимает клип на песню «Лолита» и устраивает ряд успешных концертов группы в Москве. Однако на видеопродакшен-компании «JV Media», чьим продюсером является Войтенко, сказывается кризис, и Дмитрий Войтенко вынужден сконцентрироваться только на своем теле-видеобизнесе.
Из-за отсутствия в Белоруссии подходящего рынка для достаточно экстравагантной electronic-rock программы DALI, часть группы хочет вернуться к старому, коммерчески успешному ранее, поп-звучанию. Лидер Виктор Руденко делает ставку на эксперимент, новый саунд и оригинальное творчество. В результате этих идейных и музыкальных разногласий группу покидают клавишник Евгений Садовский и барабанщик Александр Волощик, создавая кавер-группу «Контрабанда». Из оригинального состава остаются только фронтмен Виктор Руденко и трубач Иван Запруцкий.

## Осень 2011. Распад группы
После распада оригинального состава группы DALI, фронтмен коллектива Виктор Руденко и трубач Иван Запруцкий планируют возобновить работу группы в уже опробованном стиле electronic rock. Лидер группы находит разделяющего его музыкальные идеи клавишника и электронщика Антона Рубацкого, который играет на тот момент в группе Yellow Brick Road. Опробовав ряд барабанщиков, группа останавливает свой выбор на Сергее Василькове, интересного не только своей техникой, но и в смысле креатива и умения играть на электронных барабанах, прогрессивно мыслить, разбираться в семплировании. В новом составе основу творческого тандема составил лидер и сонграйтер Виктор Руденко и электронщик-аранжировщик Антон Рубацкий. От аккуратных экспериментов с электронным звучанием в стиле electronic rock группа начала серьезно углубляться в электронику, эксперименты с синтезом до полного ухода от стандартного звучания гитары, трубы, барабанов и клавишных — и перешла к живому исполнению полностью синтезированного, созданного «с нуля» звука. Уже стало очевидным, что это радикальное изменение звучания должно ознаменовать появление новой группы. Таким образом в начале 2012 года было решено начать новый проект — группу ROS†ANY.
Учитывая большое количество накопившихся произведений, давно ожидаемых фанатами группы, было принято решение выпустить прощальный альбом под названием «Неба шэрае», выход которого состоялся в конце 2012 года. На данный момент Виктор Руденко окончательно объявлял о распаде группы DALI и работе над новым электронным проектом ROS†ANY.

## Истоки
Предтечей группы DALI, был коллектив «Человек с изюмом», задуманный выходцами из Витебска — студентом МГЛУ поэтом и композитором Виктором Руденко и студентом БГУКИ гитаристом Дмитрием Парфеновым. Основной идеей было создать в противовес таким юмористическим музыкальным коллективам, как «Ляпис Трубецкой» и «Леприконсы», группу, исполняющую не открыто сатирические гротескные тексты, а стильную музыку с тонкой юмористической сюрреалистической начинкой. Впервые группа выступила в Минске на ВДНХ, на разогреве у группы «J:Mors», со своими композициями «Амур работает в МУРе» и «Любовь в холодильнике».

## Музыканты, в разное время входившие в состав группы DALI
- Виктор Руденко (слова, музыка, аранжировка, вокал, гитара)
- Дмитрий Парфенов (аранжировка, гитара)
- Иван Запруцкий (труба, бэк-вокал, эффекты)
- Игорь Булава (тромбон)
- Александр Волощик (ударные)
- Алексей Евтушенко (бас)
- Евгений Садовский (клавишные, бэк-вокал)
- Дмитрий Такопуло (гитара)
- Александр Севрюк (бас)
- Павел Коробейник (гитара)
- Андрей Коротченко (ударные)
- Евгений Гаврюсев (ударные)
- Антон Рубацкий (клавишные, бэк-вокал)

## Сайд-проекты
Ўнескладовае (в 2011 году лидер DALI принимает участие в all-stars-band Ўнескладовае в качестве вокалиста, исполнителя ряда песен)
ROS†ANY (новый проект лидера DALI)

## Оценки
Культуролог Максим Жбанков в анализе 2008 года для Белоруссии заключил, что выигрышное положение заняли артисты «без явной политической прописки», к которым отнёс и «Dali», представителя «новой гитарной волны».